# Homothetische Funktionen

Homothetische Hyperbelfunktionen für

Homothetische quadratische Funktionen für

Homothetische trigonometrische Funktionen für

Zwei auf {\displaystyle \mathbb {R} } definierte reellwertige Funktionen {\displaystyle f} und {\displaystyle g} heißen homothetisch, wenn es eine positive reelle Konstante {\displaystyle k\neq 1} gibt mit {\displaystyle g(kx)=kf(x)}.
Ersetzt man {\displaystyle x} durch {\displaystyle {\tfrac {x}{k}}}, so erhält man die äquivalente Beziehung {\displaystyle g(x)=kf({\tfrac {x}{k}})}.

## Beispiele

### Homothetische Hyperbelfunktionen
Zwei Hyperbelfunktionen mit den Gleichungen {\displaystyle f(x)={\frac {a}{x}}} und {\displaystyle g(x)={\frac {b}{x}}} {\displaystyle (a,b>0)}, deren Asymptoten senkrecht zueinander sind (rechtwinklige oder auch gleichseitige Hyperbeln), sind genau dann homothetisch, wenn {\displaystyle k={\sqrt {\frac {b}{a}}}} gilt.
{\displaystyle g(kx)=kf(x)\Leftrightarrow {\frac {b}{kx}}=k\cdot {\frac {a}{x}}\Leftrightarrow {\frac {b}{k}}=a\cdot k\Leftrightarrow k^{2}={\frac {b}{a}}\Leftrightarrow k={\sqrt {\frac {b}{a}}}}

### Homothetische quadratische Funktionen
Zwei quadratische Funktionen mit den Gleichungen {\displaystyle f(x)=ax^{2}} und {\displaystyle g(x)=bx^{2}} {\displaystyle (a,b>0)} sind genau dann homothetisch, wenn {\displaystyle k={\frac {a}{b}}} gilt.
{\displaystyle g(kx)=k\cdot f(x)\Leftrightarrow b(kx^{2})=k\cdot ax^{2}\Leftrightarrow bk^{2}x^{2}=kax^{2}\Leftrightarrow k={\frac {a}{b}}}

### Homothetische trigonometrische Funktionen
Die Funktionen {\displaystyle f} und {\displaystyle g} mit den Gleichungen {\displaystyle f(x)=\sin(x)} und {\displaystyle g(x)=\sin(x)\cos(x)} sind homothetisch mit {\displaystyle k={\frac {1}{2}}}, da gilt:
{\displaystyle g(x)=\sin(x)\cos(x)={\frac {1}{2}}\cdot 2\sin(x)\cos(x)={\frac {1}{2}}\cdot \sin(2x)={\frac {1}{2}}\cdot f(2x)={\frac {1}{2}}\cdot f\left({\frac {x}{\frac {1}{2}}}\right)}

### Homothetische lineare Funktionen
Jede lineare Funktion mit der Gleichung {\displaystyle f(x)=ax(a\in \mathbb {R} )} ist homothetisch zu sich selbst (selbst-homothetisch).
{\displaystyle f(kx)=akx=kax=kf(x)}